# Antonio Cleilson da Silva Feitosa
Antônio Cleilson da Silva Feitosa, noto semplicemente come Amaral (Fortaleza, 5 settembre 1987), è un ex calciatore brasiliano, di ruolo difensore.

## Palmarès

### Club

#### Competizioni statali
- Copa Fares Lopes: 1

Ferroviário-CE: 2018

### Nazionale
- Campionato Sudamericano Under-20: 1

2007